# Nakkehoved Fyr
Nakkehoved Fyr er oprindeligt betegnelsen for to fyrtårne ved Nakkehoved, beliggende på den ca. 30 meter høje klint Fyrbakkerne ca. 2 km øst for Gilleleje på positionerne
- 56°07′09.38″N 12°20′34.97″Ø / 56.1192722°N 12.3430472°Ø (Vest) og
- 56°07′08.7″N 12°20′58.5″Ø / 56.119083°N 12.349583°Ø (Øst).

I de seneste mange år bruges betegnelsen om det vestlige af de to fyr, som nu er det eneste aktive. Det er et anduvningsfyr, som sammen med fyret på Kullen i Sverige markerer indsejlingen til Øresund fra Kattegat. Det er et 21 m højt blinkfyr, der afgiver 3 blink a 0,3 sek. varighed (umiddelbart efter hinanden, gruppeblink) for hver 20 sek. Lysstyrken er 229.358 cd, og fyret kan i klart vejr ses 25 sømil (ca. 46 km). Fyret huser desuden i dag Fyrhistorisk Museum.
Det østlige fyr blev slukket i 1898 og er i dag ført tilbage til sin skikkelse fra år 1800. Det indgår nu i, og var det oprindelige Fyrhistorisk Museum.

## Historie
Indtil slutningen af 1700-tallet fandtes kun Skagen og Anholt Fyr til at lede skibsfarten gennem Kattegat, og (fra 1560) et fyr på Kullen til at vise sejlruten mod Øresund. Forskellige forslag og et kommissionsarbejde medførte, at det besluttedes at opføre et fyr på Kronborg Slot, og ved kongelig resolution af 10. december 1770 at opføre to fyr ved Nakkehoved (for at kunne adskille disse fra det enlige fyr på Kullen). Nakkehoved-fyrene tegnedes af arkitekt G.D. Anthon, byggedes for kongens regning og stod færdige i 1772. Begge var murede, firkantede fyr, der var sammenbygget med gavlen på fyrpasserboliger.
Det vestlige fyr var det højeste med en højde på 9 meter, mens det østlige var 7,5 meter. Det var ledefyr med åbne kulbål i en jernkurv på toppen af tårnene. Sigtelinjen til de to fyr holdt skibene klar af grundene nord for Gilleleje.
De to fyr brændte kun i perioden 1. april–31. august 1772, da der straks opstod strid om betaling af fyrafgift. De tændtes først igen i 1800 på initiativ af overlods (senere kontreadmiral) Poul Løvenørn, som benyttede fyrene til at eksperimentere med fyrteknik. Fyrene fik installeret lanterner, så det nu var lukkede kulfyr med specielle anordninger til sikring af trækket til forbrændingen.
I 1833 blev begge fyr ombygget til at bruge olie, og fik desuden installeret et spejlapparat, som viste fast, hvidt lys. Det vestre fyr fik 18 spejle med tilhørende lamper og det østre 8 spejle og lamper.
Det østlige fyr blev taget ud af brug i 1898.
Samtidig forhøjedes det vestre tårn til den nuværende højde på 21 m, og forsynedes med et roterende linseapparat og en 6-vægers brænder. I 1906 skiftedes til en glødenetsbrænder, og brændstoffet ændredes fra olie til petroleum. I 1955 skiftedes til elforsyning med en glødelampe som lysgiver.
Den 12. april 1987 blev liget af 35-årige Lene Kehner fundet nedgravet tæt på Nakkehoved Fyr. Ingen er nogensinde blevet dømt for mordet.
Fyret var bemandet indtil 2003, hvor den sidste overfyrpasser, der også beboede fyrmesterboligen, gik på pension.

## Optisk telegraf
I marts 1801 færdiggjordes en optisk telegraf på stedet, bemandet med kandidat Sverdrup og styrmand Ole Larsen. Allerede 26. marts 1801 kom den vigtigste melding herfra:
| Citat           | En engelsk flåde ligger en halv mil i nordøst til øst fra Nakkehoved, i alt 52 skibe | Citat |
| Mini.ptt-museet |                                                                                      |       |

Meldingen gik via den optiske telegraf på Kronborg til København, der således fik lidt tid til at forberede sig på det forestående angreb fra admiral Nelsons flåde. Journalerne fra perioden 25. marts-1. september 1801 er bevaret, men stationen blev nedlagt efter freden i 1814 samtidig med næsten alle de øvrige optiske telegrafstationer i Danmark. Den har sandsynligvis været placeret tæt ved fyrene, men dens helt nøjagtige placering i forhold til dem er ikke kendt.

## Vejrstation
På fyrets område står en automatiseret vejrstation med vindmåler og andre instrumenter.

## Nakkehoved Fyr (vest)
Det nuværende fyrs data er følgende:
- Tårnhøjde: 21 m
- Højde over havet: ca. 54 m
- Lysstyrke: 229.358 cd
- Type: Roterende linser, glødelampe
- Fyrkarakter: Fl(3) (tidligere: GrpBlk) 20s (0,3+3,7+0,3+3,7+0,3+11,7) Kan i klart vejr ses 25 sømil (=ca.46 km).

Den sammenbyggede bolig er ændret flere gange, bl.a. er den forlænget betydeligt mod syd, og på vestsiden er den forsynet med en trekantfronton. Den har fået nyt eternitskifertag, og nye vinduer og døre er isat.

## Nakkehoved Fyr (øst)
Fyret har 4 trapper op til lanternen, og er som nævnt sammenbygget med fyrboligen. Ved siden af fyret ligger en ombygget fyrgård, som nu er restaurant, og der er opført 2 boliger og flere udhuse mellem de to fyr.
Efter at være taget ud af brug i 1898 blev fyret "glemt", og er derfor bevaret. Efter ophør af bemandingen på Nakkehoved Fyr blev østfyret restaureret og ført tilbage til dets tilstand i år 1800. Det er nu et af de få bevarede kulfyr i verden.
Græsted-Gilleleje Kommune indgik herefter aftale med Farvandsvæsenet om anvendelsen af det historisk interessante fyr, og 15. maj 2005 indviedes Fyrhistorisk Museum, der inddrager det stadig aktive vestre fyrs tårn, fyrpasserbolig og have i udstillingen. Museet drives af Museum Nordsjælland.

## Omgivelser
Området omkring fyrene er et EU-habitatområde og er fredet. De to fyr står på toppen af Fyrbakkerne, som danner en ca. 33 m høj klint mod vandet. Klinten er kratbevokset og med et rigt fugleliv.
Langs toppen af klinten løber Fyrstien til Gilleleje by og giver mange steder flot udsigt over Øresund mod bl.a. Hornbæk, Kattegat og Gilleleje havn.
Området er ornitologisk observationssted sammen med Gilbjerg Hoved og Hesbjerg bakke, som ligger i en afstand af 1 km, og som med 50 meter (inkl. en gravhøj på toppen) er højeste punkt i Gilleleje-området. Ved Nakkehoved er observeret 135 fuglearter (inklusive racer og hybrider).

## Kongelige besøg
Mens kong Frederik 7. i sommeren 1850 udgravede Søborg Slotsruin, boede grevinde Danner hos fyrmester Vilhelm Faber på det østre fyr, og kongen kom ofte på besøg. Der er bevaret en korrespondance mellem kongen og grevinden fra sommeropholdet, hvor der nogle dage sendtes flere breve mellem dem.
Kong Christian 9. har ligeledes aflagt Nakkehoved besøg for at nyde den navnkundige udsigt fra fyrbakken.